# Villa-Maria (stanice metra v Montréalu)
Villa-Maria je jedna z 31 stanic oranžové linky montrealského metra (Côte-Vertu – Montmorency), jejíž celková délka je 30 km. Ve směru od Côte-Vertu je tato stanice v pořadí osmá, ve směru od Montmorency dvacátá čtvrtá. Stanice leží v hloubce 19,8 m. Její vzdálenost od předchozí stanice Snowdon činí 884,41 metrů a od následující stanice Vendôme 1 407,32 metrů.

## Historie
Stanice Villa-Maria byla otevřena 7. září 1981, ve stejný den jako stanice Vendôme.

## Vzhled stanice
Stanici projektoval architekt André Léonard, který je zároveň architektem zde umístěných uměleckých děl.

## Umístění
Stanice se nachází v montrealském městském obvodu (francouzsky arrondissement) Côte-des-Neiges–Notre-Dame-de-Grâce.
Pokud jde o její umístění v rámci oranžové linky, jde o její západní větev. Z hlediska stáří je tedy součástí druhé etapy rozšiřování této linky, která se odehrála postupně v několika fázích v letech 1980-1986.
Větší část východní větve oranžové linky byla zprovozněna v průběhu roku 1966, s výjimkou rozšíření stanice Henri-Bourassa o přídavné nástupiště v roce 2007. Jde o celkem 15 stanic východní části linky. Zbývající tři stanice postavené ve třetí fázi rozšiřování linky se všechny nacházejí za severním ramenem řeky svatého Vavřince ve městě Laval. Jsou to stanice Cartier, De la Concorde a Montmorency.